# Buchenloch
Das Buchenloch (auch Buchenlay) ist eine Höhle im Dolomitfelsmassiv der Gerolsteiner Kalkmulde, nördlich von Gerolstein in der Eifel.

## Geschichte und geologische Struktur

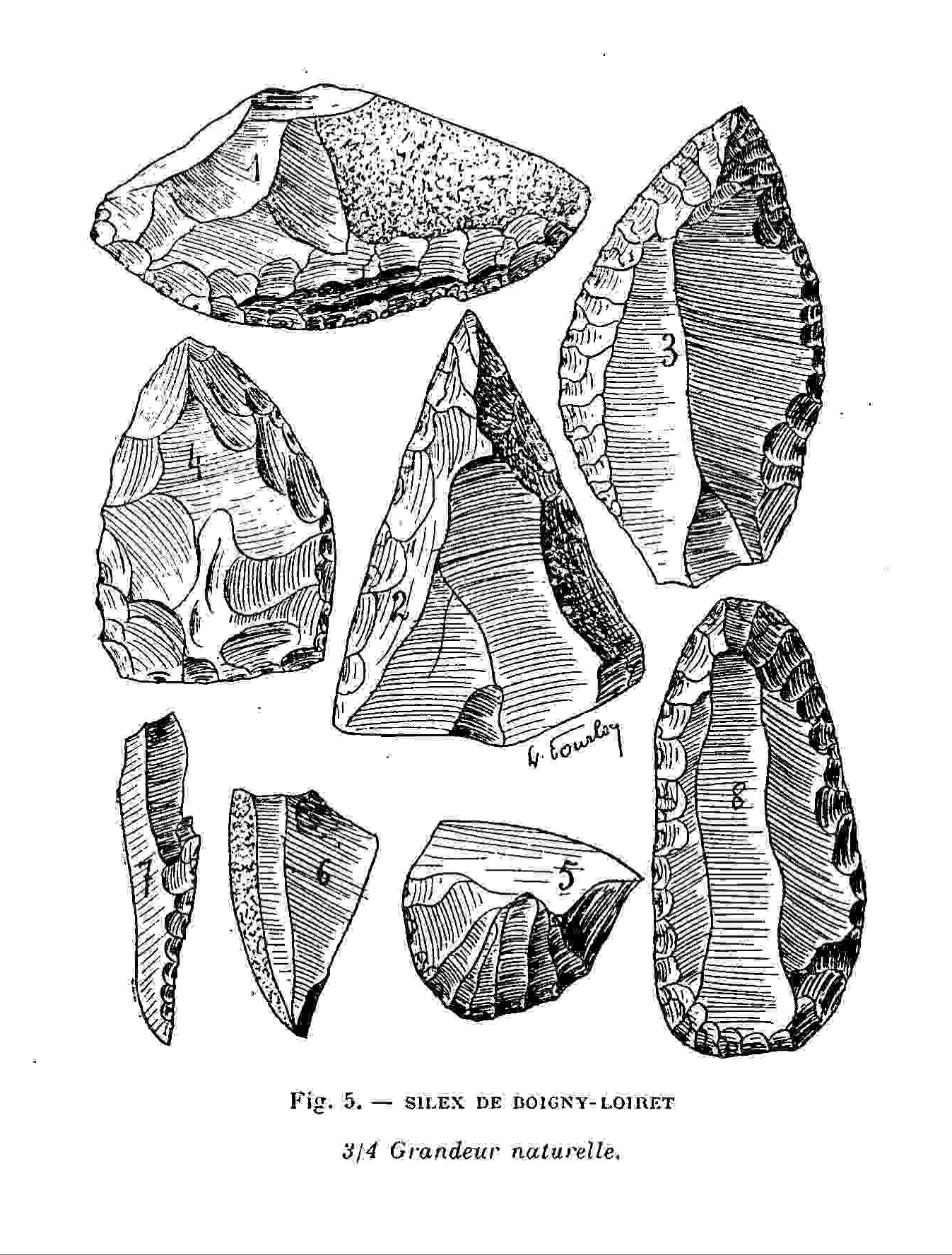
Steinwerkzeuge des Moustérien

Vor geschätzt 30.000 Jahren, während der letzten Eiszeit wurde sie von Menschen und Tieren aufgesucht, ob als ständige Wohnhöhle oder nur gelegentlich, ergibt sich aus den gemachten Funden nicht. Gegraben wurde in der Höhle in den 1880er Jahren durch Eugen Bracht, einen Landschaftsmaler. Ein dabei entdecktes Steinwerkzeug ließ sich dem Moustérien zuordnen, das heißt, dass sich dort Neandertaler aufhielten. Die Tierknochenfunde weisen auf Mammut, Höhlenbär, Wildpferd und Ren als Jagdbeute hin. Die archäologischen Funde befinden sich im Rheinischen Landesmuseum Trier, die Knochenfunde sind zum Teil verschollen, einige liegen im Museum Villa Sarabodis in Gerolstein.
In der Nähe des Buchenlochs, in der in der Südwand der Munterley gelegenen Magdalenenhöhle, wurden Steinwerkzeuge und Schmuckstücke entdeckt, deren nach der Radiokarbonmethode bestimmtes Alter ca. 25.000 Jahre beträgt.
Die Maße des Buchenlochs werden angegeben mit einer Länge von etwa 30 Metern, einer Breite von 4 Metern und einer durchschnittlichen Höhe von etwa 2,4 Metern. Sie besitzt links einen sehr schmalen, circa 15 Meter langen Seitenausgang oder -eingang, einen kurzen Schluf, in der Mitte eine dicke Säule sowie eine größere und eine kleine Seitenkammer. Einige Bereiche sind dunkel und feucht. An der Rückseite verläuft eine steile und lehmige Halde, die bis fast unter die Höhlendecke reicht. In der Höhle ist die Bildung von Kalksinter und Tropfstein zu sehen. Ausgelöst wird dies durch Sickerwasser, das die Gesteinsbestandteile Calcit und Dolomit auflöst.
Die seit 1938 unter Naturschutz stehende Höhle ist öffentlich zugänglich. Sie ist über den Vulkanwanderweg (Eifel) leicht zu erreichen. Die neunte Etappe des Eifelsteigs führt ebenfalls an der Höhle vorbei. Allerdings sollte die Höhle zwischen dem 1. Oktober und dem 31. März nicht betreten werden, da in dieser Zeit die Fledermausschutzzeit gilt, während der das Betreten von Grotten, Bunkern, Stollen und anderen potentiellen Winterschlaf-Behausungen von Fledermäusen gesetzlich untersagt ist.

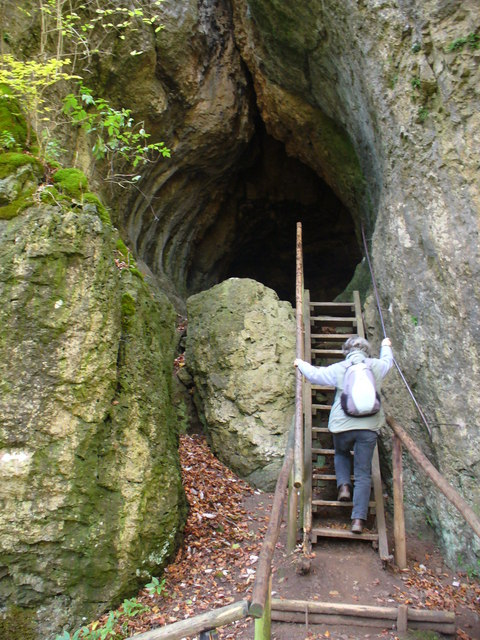
Eingang zum Buchenloch
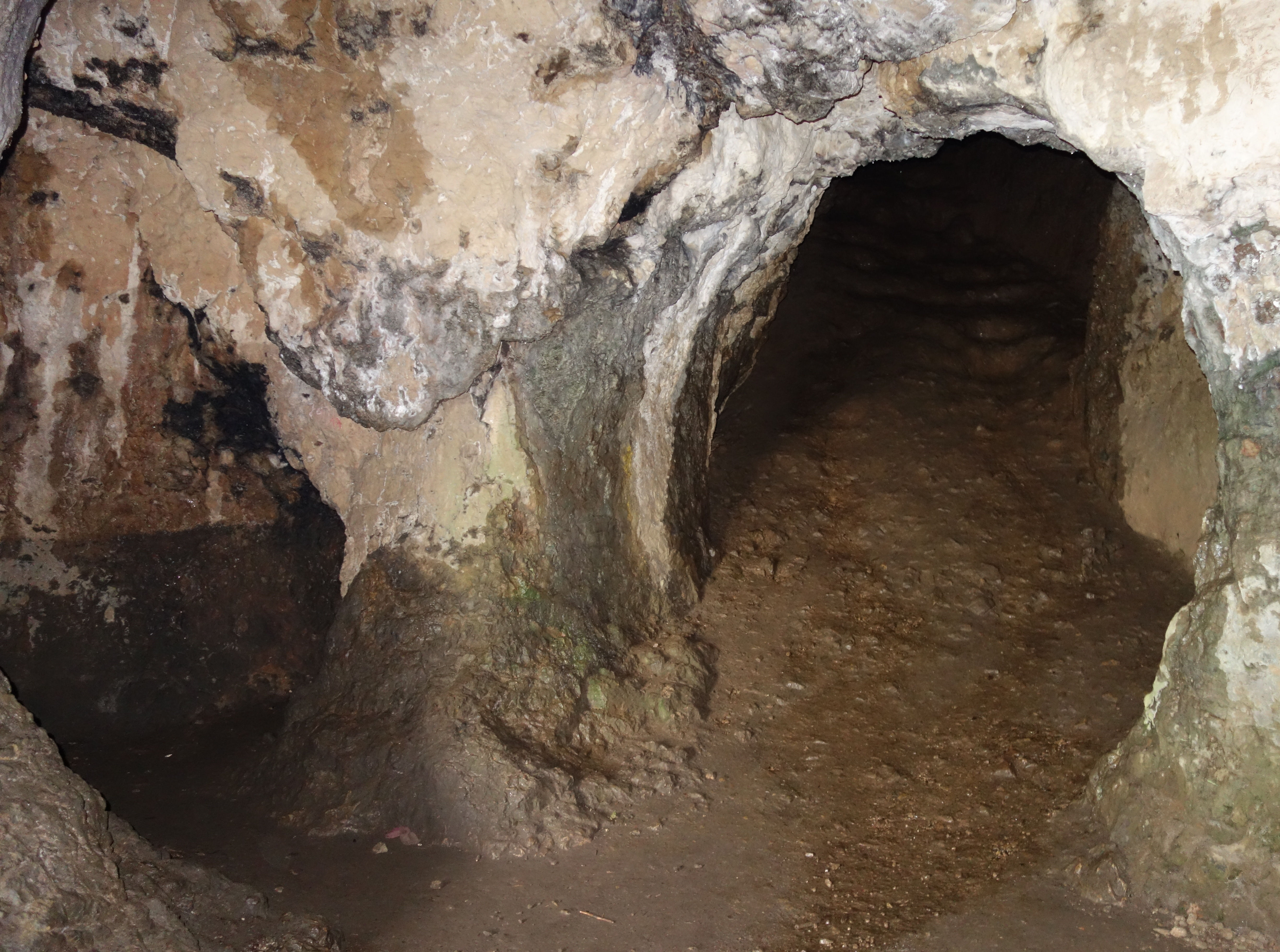
Tropfsteinbildung an der Mittelsäule der Buchenlochhöhle
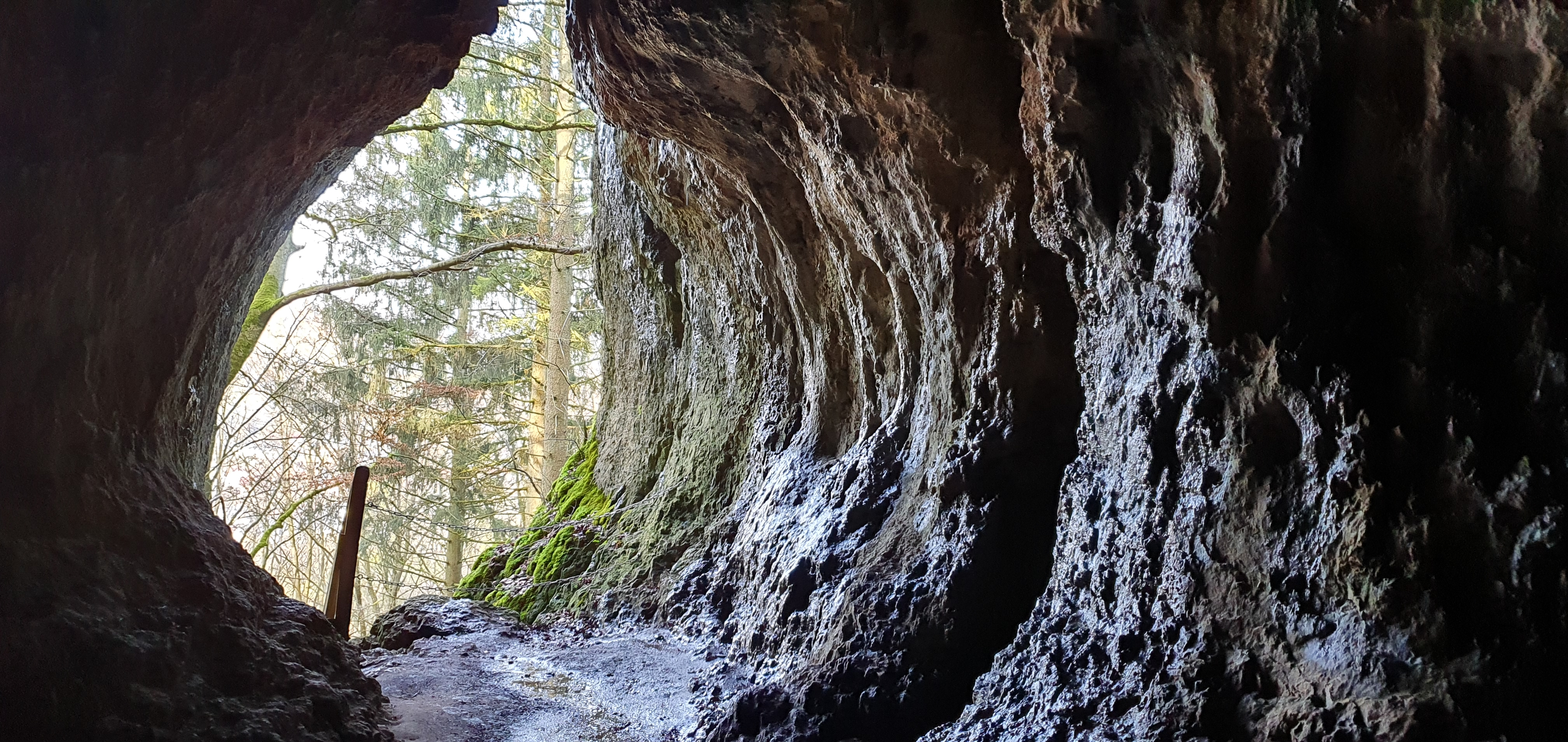
Innenansicht

## Schutzfunktion im Zweiten Weltkrieg
Neben den Wäldern der Dietzenley diente die Buchenlochhöhle als Schutzunterschlupf für einen Teil der Gerolsteiner Bevölkerung während der häufigen Bombenangriffe auf Gerolstein im Zweiten Weltkrieg, bedingt durch die strategisch wichtige Bahnlinie.